# Stadthalle Penzberg

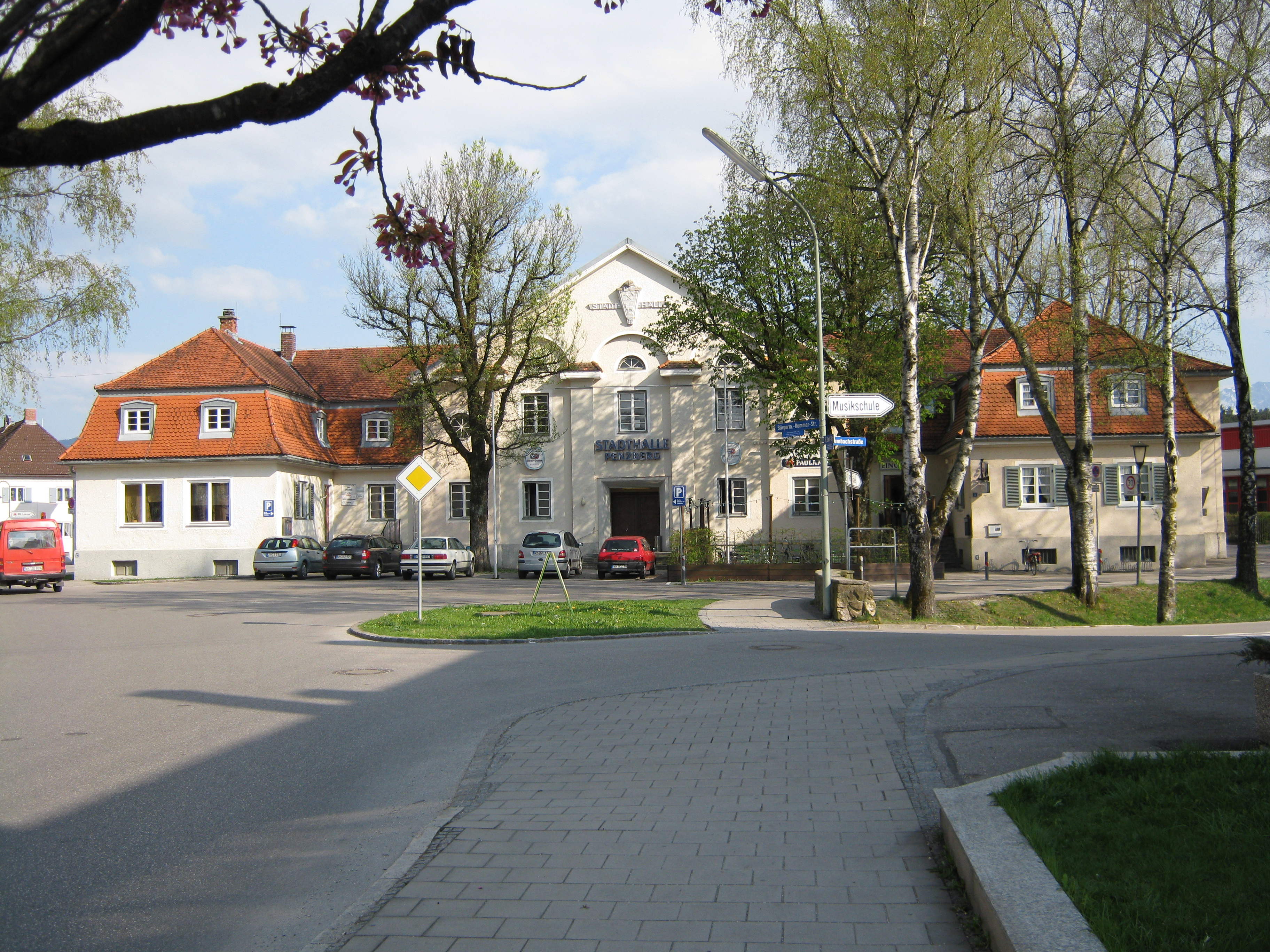
Stadthalle in Penzberg, 2011

Die Stadthalle in Penzberg, einer Stadt im oberbayerischen Landkreis Weilheim-Schongau, wurde 1927/28 errichtet. Die Stadthalle am Michael-Pfalzgraf-Platz 1 ist ein geschütztes Baudenkmal.

## Beschreibung und Funktion
Die Stadthalle steht am Ende einer 700 Meter langen Straßenachse. Die breitgelagerte Schaufassade kombiniert Formen antiker Tempelfronten mit Elementen frühneuzeitlicher Schlossarchitektur mit Mansarddachpavillons.
In der Funktion knüpft die Penzberger Stadthalle an die Tradition sogenannter Volkshäuser an. Die Stadthalle, die auch durch den unentgeltlichen Arbeitseinsatz der Mitglieder der Arbeitervereine gebaut wurde, besaß ein Waschhaus, Duschbäder, Fremdenzimmer, eine Metzgerei, eine Kegelbahn, Vereinsräume sowie Gasträume samt Biergarten.
Mittelpunkt der Stadthalle ist der große, mit dreiseitig umlaufenden Emporen ausgestattete Bühnensaal, in dem Versammlungen, Vorträge, Konzerte, Theater- und Filmvorführungen, Sportveranstaltungen u. a. stattfanden und -finden.

## Geschichte und Beschreibung
Am 5. April 1927 beschloss der Penzberger Stadtrat mit zwei Drittel der Stimmen den Bau der Stadthalle. Das Gebäude wurde nach Plänen des Münchner Architekten Josef Linder, der auch einen Generalbauplan für die Stadt Penzberg entwarf, errichtet. Hebauf wurde im Oktober 1927 gefeiert, die Eröffnung erfolgte am 15. Juli 1928.
Nach der nationalsozialistischen Machtübernahme auch in Penzberg verkaufte die Stadt 1934 die Stadthalle an den Münchner Hans Hollweck. Danach fanden Umbaumaßnahmen statt. Ab 1943 diente das Gebäude als Heim für Kinder aus München und Umgebung.
In den 1950er bis 1970er Jahren fanden mehrere Umbauten und vor allem mindestens sieben Neuanstriche innen und außen statt. 1983 wurde eine komplette Instandsetzung abgeschlossen.
Von 2014 bis 2017 wurde versucht nach denkmalpflegerischen Aspekten die historische Bausubstanz in ihrem Grundrissgefüge sowie die bauzeitlichen Ausstattungsstücke in den Zustand von 1928 zu versetzen.